# Aryna Sabalenka
Aryna Sjarheeŭna Sabalenka (in bielorusso Арына Сяргееўна Сабаленка?, AFI: [aˈrɨna sʲarˈɣʲɛjɛwna sabaˈlʲɛnka]; in russo Арина Сергеевна Соболенко?, Arina Sergeevna Sobolenko; Minsk, 5 maggio 1998) è una tennista bielorussa.
Soprannominata la tigre bielorussa per via del suo temperamento focoso e del suo stile di gioco aggressivo, è considerata una delle tenniste più forti della sua generazione. In carriera si è aggiudicata venti titoli WTA in singolare, tra cui tre prove del Grande Slam: due Australian Open consecutivi nel 2023 e 2024 e lo US Open 2024. Ottima giocatrice di doppio, ha accumulato altri due Major in questa specialità: lo US Open 2019 e l'Australian Open 2021, vinti entrambi in coppia con Elise Mertens. Insieme alla tennista belga si è aggiudicata anche i WTA 1000 di Indian Wells e Miami nel 2019, realizzando così il Sunshine Double. Tale impresa è riuscita a quattro coppie nel doppio femminile dell'Era Open.
Sia in singolare che in doppio si è issata al vertice del ranking mondiale, rispettivamente l'11 settembre 2023 e il 21 febbraio 2021, diventando così l'ottava tennista nella storia ad aver primeggiato in entrambe le specialità da quando esiste la classifica computerizzata e la prima e unica tennista nata in Bielorussia a riuscirci.

## Biografia
Inizia ad appassionarsi al tennis grazie a suo padre Sergej, ex giocatore di hockey su ghiaccio deceduto a soli 44 anni nel novembre del 2019, il quale un giorno, passando vicino a un campo di tennis, la fece provare a giocare per caso. A diciotto anni si è fatta tatuare il volto di una tigre ruggente sull'avambraccio sinistro, poiché è nata nell'anno della tigre secondo l'astrologia cinese. Inoltre il segno simboleggia il suo spirito combattivo e il suo motto: «lotta, continua a lottare, su ogni singolo punto».
È stata seguita dall'ex tennista russo Dmitrij Tursunov dal 2018 fino alla fine della stagione 2019 e in parte all'inizio del 2020; ha anche brevemente collaborato con Dieter Kindlmann, da agosto a settembre 2020. Dalla fine del 2020 viene allenata dal connazionale Antonio Dubrov, precedentemente suo compagno di allenamento. I suoi idoli sono Serena Williams e Marija Šarapova.

## Carriera

### 2016: esordio
Esordisce nel circuito maggiore a Rabat, fermata da Richèl Hogenkamp al secondo turno che la spunta per 2–6 in tre set. A maggio vince un torneo di categoria ITF in Cina contro Nina Stojanović per 5–7, 6–3, 6–1. Prova a superare le qualificazioni allo US Open, e a Mosca senza riuscirci. Vince il 20 novembre il Dunlop World Challenge in Giappone contro Lizette Cabrera per 6–2, 6–4. Conclude l'annata con un discreto 159º posto nel ranking mondiale, migliorando di 389 posizioni il ranking d'inizio annuo.

### 2017: primo titolo WTA 125 e prima finale in Fed Cup

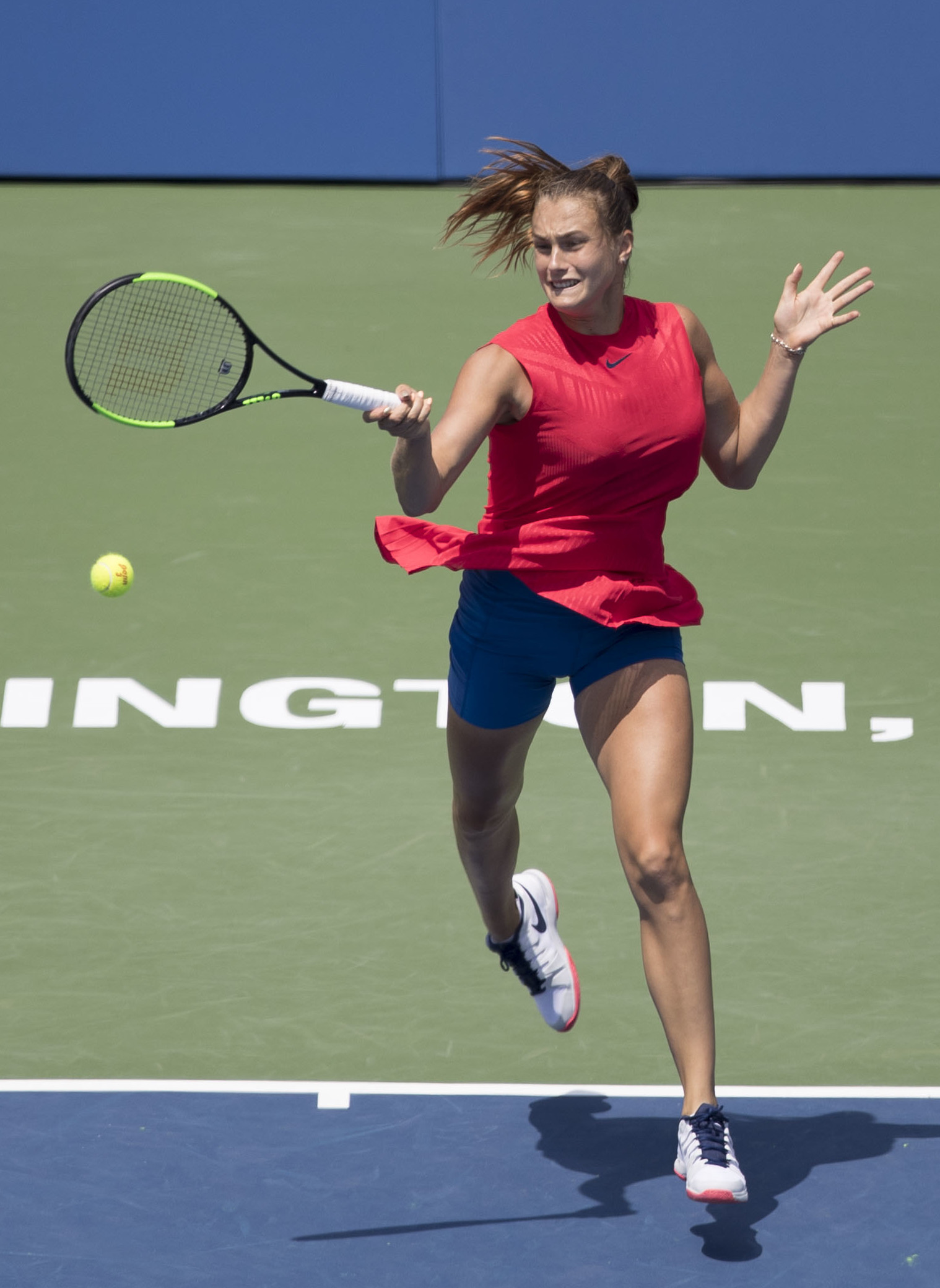
Aryna Sabalenka a Washington 2017

Inizia l'anno non superando le qualificazioni agli Australian Open 2017. Non fa meglio a San Pietroburgo. Ci riesce a Dubai dove viene eliminata al primo turno del tabellone principale da Kateryna Bondarenko. Non si qualifica nemmeno all'altro Slam, l'Open di Francia, mentre a Wimbledon si spinge fino al secondo turno contro Carina Witthöft. Stesso risultato a Washington dove cede a Sabine Lisicki. Infine, viene estromessa anche alle qualificazioni degli US Open.
Si ferma alla semifinale contro Tímea Babos per 1–6, 4–6, nel torneo WTA a Tashkent. Qualche settimana dopo si spinge fino alla prima finale nel circuito maggiore a Tianjin, dove è costretta ad arrendersi solamente da una rientrante Marija Šarapova, futura vincitrice, per 5–7, 6(8)–7. In seguito vince il suo primo torneo WTA 125 a Mumbai contro Dalila Jakupovič per 6–2, 6–3. Finisce l'anno entrando in top-100, alla 78ª posizione della classifica.
Viene convocata per prendere parte alla squadra bielorussa di Fed Cup, compagine composta da Aljaksandra Sasnovič, Vera Lapko, Vol'ha Havarcova e Lidzija Marozava. In semifinale Sabalenka sconfigge la svizzera Viktorija Golubic per 6–3, 2–6, 6–4, portando il punto decisivo per la vittoria della Bielorussia, Aryna regala alla propria nazione la sua prima finale in Fed Cup. In finale incontrano gli Stati Uniti, contro cui Sabalenka in coppia con Sasnovič, non riesce a vincere l'incontro decisivo.

### 2018: due titoli WTA, ottavi di finale agli US Open e a ridosso della top 10
A Shenzhen Sabalenka supera i primi due incontri, prima di essere fermata dalla futura vincitrice, Halep con un doppio 6–2. Centra i quarti di finale a Hobart, dove viene sconfitta nettamente da Lesja Curenko. Agli Australian Open viene subito eliminata in una partita molto combattuta da Ashleigh Barty con lo score di 7–6(2), 4–6, 4–6. A Dubai non riesce a superare l'ultimo turno delle qualificazioni, venendo sconfitta. Ad Indian Wells supera la giocatrice di casa Varvara Lepchenko, prima di battere la due volte campionessa Slam, Kuznecova per 6–4, 6–3, perdendo al terzo turno contro Vondroušová in due parziali. A Miami cede nel secondo incontro a Petra Kvitová con un risultato di 5–7, 6–3, 3–6.

A Lugano raggiunge la sua terza finale opposta a Elise Mertens, la seconda testa di serie, la quale si aggiudica il torneo con il punteggio di 5–7, 2–6. Finalista anche in doppio, in coppia con Vera Lapko, è costretta ad arrendersi nuovamente a Mertens e la sua connazionale Kirsten Flipkens. A Istanbul viene estromessa al secondo turno da Polona Hercog. A Madrid supera le qualificazioni senza problemi, ma viene sconfitta all'esordio nel main-draw da Bernarda Pera. A Roma ripete il risultato ottenuto a Madrid stavolta esce di scena per mano di Hsieh Su-wei. All'Open di Francia viene sconfitta per la terza volta consecutiva al primo turno, stavolta nettamente da Kiki Bertens che le concede appena tre giochi. 

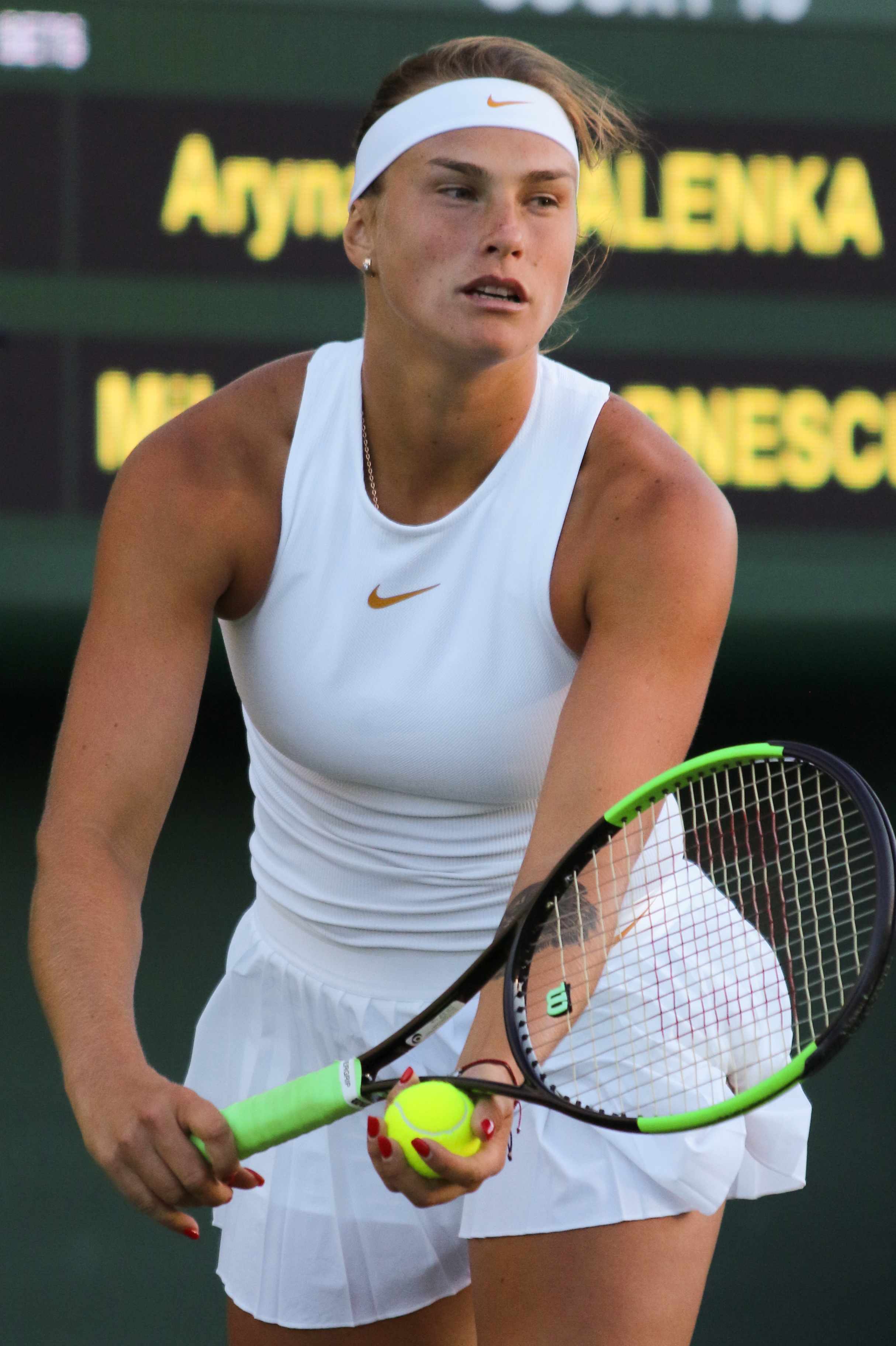
Aryna Sabalenka a Wimbledon nel 2018

Nel torneo di 's-Hertogenbosch raggiungendo i quarti di finale dopo avere vinto in rimonta (0–6, 7–5, 6–3) contro Vondroušová che contro Tomljanović (3–6, 7–6(5), 6–0), viene estromessa da Kirsten Flipkens. A Maiorca esce subito di scena per mano di Van Uytvanck. Ad Eastbourne arriva in finale battendo fra le altre, Görges, Mertens, Karolína Plíšková e Agnieszka Radwańska. In finale viene superata dalla numero due del mondo, Caroline Wozniacki, la quale la spunta con il punteggio di 5–7, 6(5)–7. Nonostante ciò migliora il suo best ranking avvicinandosi alla top 30 con la 32ª posizione. Nel primo turno di Wimbledon viene eliminata da Buzărnescu, 29ª testa di serie. Non riesce a ripetere il secondo turno raggiunto l'anno precedente.
Dopodiché prende parte al torneo di Montréal. Dopo avere sconfitto Bogdan ed essersi vendicata di Wozniacki dalla sconfitta subita a Eastbourne, perde al terzo turno, giocato nella stessa giornata, contro Mertens, testa di serie numero 14. Raggiunge in seguito la semifinale a Cincinnati, sconfiggendo in ordine Johanna Konta per 4–6, 6–3, 6–4 e le top 10 Karolína Plíšková e Caroline Garcia, entrando per la prima volta nella top 30, esattamente alla 30ª posizione. Nei quarti si sbarazza per 6–3, 6–4 di Keys, prima di essere fermata dalla numero uno del mondo, Simona Halep contro la quale perde in un'ora e sedici minuti.
A New Haven arriva alla terza finale stagionale. Nella corsa al titolo estromette in ordine Stosur, Gavrilova, Bencic, e Görges vincendo per 6–3, 7–6(3). Alla sua quinta finale in carriera sconfigge Carla Suárez Navarro, che ha beneficiato di tre ritiri nel corso del torneo, vincendo per 6–1 6–4. Con questa vittoria Sabalenka si aggiudica il primo torneo WTA in carriera. Inoltre raggiunge la top 20, spingendosi fino alla 20ª posizione.
Allo US Open elimina Vera Zvonarëva, finalista dell'edizione del 2010, e successivamente anche la n.5 al mondo, Kvitová, per 7–5, 6–1. Tuttavia agli ottavi si arrende in tre set alla futura campionessa Naomi Ōsaka che si impone in tre parziali. Nel torneo del Québec viene sorpresa al primo turno da Lepchenko. Raggiunge la quarta finale stagionale nel torneo di Wuhan estromettendo Suárez Navarro, Elina Svitolina, Sofia Kenin, Dominika Cibulková (la quale precedentemente aveva eliminato la numero uno del mondo Simona Halep), e Barty. Nella finale è opposta alla sorpresa del torneo Anett Kontaveit a cui infligge un doppio 6–3. Grazie ai punti ottenuti diventa la 16ª tennista della classifica mondiale, perfezionando il suo best ranking di quattro posizioni. Prende parte al torneo di Pechino, dove supera al primo turno Muguruza, campionessa del 2016, con il punteggio di 7–5, 6–4. Nel turno successivo s'impone ancora una volta su Garcia, campionessa in carica, con il punteggio di 5–7, 7–6(3), 6–0. In seguito sale all'undicesima posizione del ranking. Nei quarti di finale viene sconfitta da Wang Qiang con un doppio 5–7. Si presenta a Tianjin come finalista dell'anno precedente, ma non riesce a difendere i punti venendo eliminata nei quarti di finale da una rientrante Timea Bacsinszky, dopo avere avuto a disposizione un set point nel primo parziale sul 5–3.
Grazie all'ottima stagione disputata, e alla posizione n.11 in classifica, si qualifica per il WTA Elite Trophy, torneo di prestigio, secondario alle WTA Finals. Sabalenka viene inserita nel gruppo "Orchidea" insieme a Barty e Garcia. Riesce a battere la prima con un doppio 6–4, ma viene sconfitta dalla seconda e non riesce a qualificarsi per le semifinali.

### 2019: tre titoli WTA e top 10
Inizia la nuova stagione a Shenzhen, dove centra il quarto titolo in carriera, usufruendo del ritiro nei quarti di Marija Šarapova sul punteggio di 6–1, 4–2 in favore alla bielorussa. Grazie ai punti ottenuti raggiunge l'undicesima posizione, eguagliando il suo best ranking. In seguito si impone su Wang Yafan e vincendo la finale contro l'americana Alison Riske per 4–6, 7–6(2), 6–3, si porta al termine del torneo a soli cinquanta punti dalla top 10 del ranking WTA. Nel torneo di Sydney viene sconfitta all'esordio da Petra Kvitová. Prende parte agli Australian Open dove al primo turno elimina facilmente, con il punteggio di 6–1, 6–4, Anna Kalinskaja. Tale vittoria le permette di entrare nella top 10, esattamente al 10º posto. Successivamente si impone su Katie Boulter, mentre viene sconfitta a sorpresa da Amanda Anisimova in due set.
Disputa il torneo di San Pietroburgo estromettendo Alison Van Uytvanck ed Ekaterina Aleksandrova, mentre viene sconfitta in semifinale dalla futura campionessa Kiki Bertens che si impone con il punteggio di 7–6(2), 6–2. Anche a Dubai dopo aver inflitto un doppio bagel a Ivana Jorović, viene battuta al secondo turno dalla futura campionessa, Bencic, che la estromette con il punteggio di 6–4, 2–6, 7–6(7).
Prende dunque parte al torneo di Indian Wells, dove esce nel terzo turno per mano di Angelique Kerber, che si impone per 6–1, 4–6, 6–4. Tuttavia, in coppia con Elise Mertens vince il titolo superando in due set nell'ultimo atto le ceche Kateřina Siniaková e Barbora Krejčíková, dando inizio ad un lungo e fruttuoso sodalizio tennistico. La settimana seguente, a Miami, sempre in coppia con la belga, si aggiudica il titolo, e quindi il Sunshine Double in doppio, battendo la coppia Samantha Stosur / Zhang Shuai con il punteggio di 7–6(5), 6–2. In singolare delude invece le aspettative venendo eliminata a sorpresa all'esordio da Ajla Tomljanović. Successivamente prende parte al torneo di Charleston, dove si impone in rimonta su Kateryna Kozlova, per poi cedere a sorpresa a Mónica Puig, che ha la meglio per 6–2, 7–5. Nei tornei di Madrid e di Roma viene sconfitta all'esordio, rispettivamente da Svetlana Kuznecova e da Alizé Cornet. Ritrova la semifinale a Strasburgo dove si scontra con Zhu Lin, Laura Siegemund e Mónica Puig; viene sconfitta da Dajana Jastrems'ka per 4–6, 4–6. Disputa lo Slam di Parigi dove, dopo avere sconfitto Dominika Cibulková, viene fermata nuovamente da Amanda Anisimova che si impone per 6–4, 6–2. Tuttavia, in coppia con Mertens, raggiunge la semifinale, eliminate dalla coppia Mladenovic/Babos, le quali le lasciano solamente tre giochi.

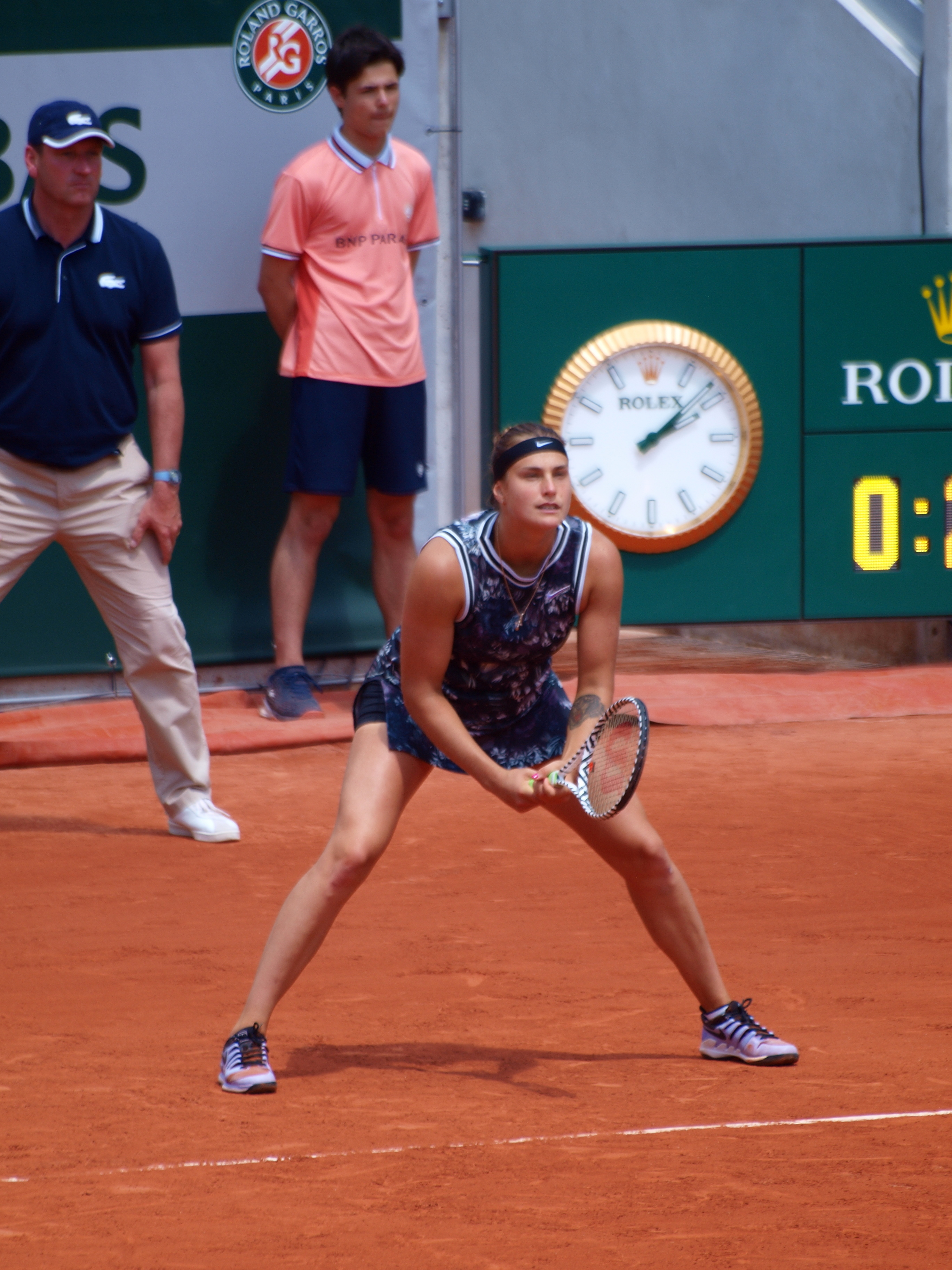
Aryna Sabalenka all'Open di Francia 2019

Inaugura la stagione sull'erba a 's-Hertogenbosch con una sconfitta a sorpresa contro Destanee Aiava. Non fa meglio a Birmingham, estromessa da Hsieh Su-wei. Si rifà a Eastbourne, dove raggiunge i quarti di finale, dopo avere eliminato la campionessa in carica Wozniacki, la bielorussa verrà fermata poi da Bertens. Si presenta con buone prospettive a Wimbledon, ma viene estromessa senza grossi problemi da Magdaléna Rybáriková. In coppia con Mertens, invece, raggiunge i quarti di finale, persi contro le future campionesse Hsieh / Strýcová. Partecipa allo Slam anche nel doppio misto, insieme a Rohan Bopanna, ma senza ottenere alcuna vittoria. Inizia il mese di agosto disputando il torneo di San Jose, in preparazione all'US Open. Qui si impone su Coco Vandeweghe, e su Carla Suárez Navarro, raggiungendo la finale, dove viene sconfitta da Saisai Zheng. Perde al secondo turno dell'US Open contro Julija Putinceva. Si riscatta nel doppio dove in coppia con Mertens vince il suo primo Slam in carriera. Grazie a quest'ultima vittoria sale alla sesta posizione in classifica WTA, migliorando il suo best ranking nel doppio.
Si presenta in Cina, dove prende parte al torneo Premier di Zhengzhou. Qui, ottiene solo la vittoria al turno d'esordio contro Jeļena Ostapenko. Dopo un anno di scarsi successi in singolare cerca di riprendersi a Wuhan dove difende il titolo raggiungendo la finale grazie anche alle vittorie su Bertens, numero otto del mondo, Elena Rybakina, e Barty, prima potenza del ranking. Quest'ultima vittoria rappresenta il primo successo di Sabalenka su una giocatrice numero uno del mondo. Inoltre nel corso del torneo mette a segno contro due top 10 altre due vittorie, le prime della stagione 2019. Nell'incontro valido per il titolo batte nuovamente Riske. In coppia con Mertens raggiunge la quarta finale dell'anno in doppio, sconfitte da Duan e Veronika Kudermetova. In seguito a questo traguardo ottiene il suo miglior piazzamento in doppio, arrivando alla 5ª posizione. Si presenta a Pechino, ma viene eliminata all'esordio sia in singolare da Dar'ja Kasatkina, che in doppio dalla coppia Kenin/Mattek-Sands.
Non riesce a qualificarsi per le WTA Finals nel singolare; per cui prende parte al torneo secondario, il WTA Elite Trophy. Sabalenka si impone nel girone su Maria Sakkarī e Mertens; in semifinale supera Muchová, in finale Bertens,vincendo il titolo. La bielorussa chiude la stagione all'11ª posizione, esattamente come l'anno precedente, confermando l'ottimo rendimento sui campi cinesi. Insieme a Mertens partecipa quindi al doppio delle WTA Finals chiudendo la stagione anche nel doppio. La coppia racimola una vittoria su tre partite disputate non passando il turno di qualificazione. Sabalenka scivola alla quinta posizione del ranking nel doppio, dopo avere occupato per due settimane il secondo posto.

### 2020: tre titoli WTA e duecento vittorie in carriera; quinto titolo in doppio
Apre l'anno con una vittoria a Shenzhen dov'è sconfitta a sorpresa al terzo turno da Kristýna Plíšková con un doppio 4–6. Si presenta ad Adelaide, nuovo torneo Premier, accedendo alla semifinale in seguito alle vittorie su Hsieh, Pera e la numero due del mondo Simona Halep. Tuttavia si arrende a Dajana Jastrems'ka in due set. Agli Australian Open continua il trend negativo negli Slam: non andando oltre il primo turno, fermata da Suárez Navarro. In coppia con Mertens, invece, raggiunge i quarti di finale, persi contro le sorelle Hao-ching e Latisha Chan. Torna in campo a Dubai, dove si impone su Sakkarī prima e sulla compagna di doppio Mertens dopo, ma subisce il ritorno in rimonta di Simona Halep, futura campionessa. A Doha elimina Kontaveit, e Sakkarī per rimontare ai quarti un set di svantaggio a Saisai Zheng. Dopo aver sconfitto Kuznetsova, approda alla prima finale stagionale e conquista il terzo titolo di categoria Premier 5 in carriera, superando Kvitová, dedicando il trofeo al padre che era venuto a mancare poco tempo prima. Alla fine del torneo ritorna all'undicesima posizione della classifica, scavalcando proprio la ceca.
Successivamente alla diffusione della pandemia di covid-19 la stagione viene sospesa: diversi tornei vengono annullati, le Olimpiadi di Tokyo sono posticipate al 2021 e lo Slam di Parigi all'autunno. La classifica viene congelata mantenendo i punti e le posizioni occupate dai tennisti al 9 marzo 2020. Sabalenka torna in campo a maggio per il torneo nazionale in Bielorussia, aggiudicandoselo in finale contro Sasnovič. Il 10 agosto disputa il nuovo torneo di categoria International, il Top Seed Open giocato a Lexington. Dopo un primo turno sofferto, ma poi vinto contro Madison Brengle, viene sconfitta dalla sedicenne Cori Gauff. Non fa meglio a New York dove disputa il Western & Southern Open e lo US Open; uscendo rispettivamente al terzo e al secondo turno.
Tornata in Europa, disputa il torneo di Strasburgo, raggiungendo la semifinale contro la futura campionessa Elina Svitolina. Al Roland Garros, dopo aver battuto Pegula e Kasatkina cede al terzo set a Jabeur. Nell'autunnale Premier di Ostrava, supera Gauff e nei quarti di finale si rende autrice di una clamorosa rimonta contro la qualificata Sara Sorribes Tormo rimontando uno svantaggio di 0–6, 0–4 con una serie di dodici giochi consecutivi che la portano al passaggio del turno. Batte in semifinale Brady, raggiungendo la seconda finale stagionale, la prima contro la connazionale Azarenka che verrà dominata da Sabalenka con un doppio 6–2, complice anche un infortunio al collo patito dall'avversaria. Bissa la vittoria anche nel doppio, in coppia con Mertens, contro Gabriela Dabrowski e Luisa Stefani. In seguito Sabalenka gioca l'ultimo torneo della stagione a Linz, dove batte prima Barbora Krejčíková,. rientrando nella top 10 dopo più di un anno di assenza, e poi Mertens in finale,conquistando il terzo titolo stagionale. Conclude l'anno al decimo posto in singolare e al quinto in doppio.

### 2021: primo titolo 1000 e due semifinali Slam
Inaugura la stagione proseguendo nell'ottimo periodo di forma, aggiudicandosi la vittoria della prima edizione del torneo WTA 500 di Abu Dhabi cedendo complessivamente un solo set nel suo percorso, e battendo in finale Veronika Kudermetova col punteggio di doppio 6–2. Si tratta del terzo titolo consecutivo vinto per Sabalenka, il nono in carriera e la quindicesima partita vinta di fila. Al termine del torneo la tennista bielorussa perfeziona il suo best ranking arrivando alla settima posizione. Al Gippsland Trophy di Melbourne la sua avventura termina al secondo turno, sconfitta dall'estone Kaia Kanepi. Durante ill primo Slam della stagione si spinge fino agli ottavi di finale dove viene fermata da Serena Williams che la sconfigge al loro primo ed unico incontro. In coppia con Elise Mertens raggiunge la seconda finale Slam in carriera, opposte alle ceche Barbora Krejčíková e Kateřina Siniaková, contro le quali hanno la meglio per 6–2, 6–3. Sabalenka e Mertens vincono così il loro secondo Slam e ciò consente alla bielorussa di diventare la nuova numero uno del mondo nel doppio, scalzando Hsieh Su-wei, la seconda bielorussa a riuscirci dopo Nataša Zvereva nel 1991. Tuttavia la bielorussa, intenzionata a concentrarsi di più sul singolo, annuncia che la coppia non sarebbe scesa in campo negli altri tre major della stagione, ma soltanto in alcuni tornei delle categorie WTA 1000 e 500.
Disputa il WTA 1000 di Dubai, dove viene fermata nella semifinale da Garbine Muguruza. Successivamente si sposta a Miami dove in doppio insieme a Mertens perdono all'esordio contro la coppia Halep/Kerber, non riuscendo a difendere il titolo, di conseguenza scivola alla quarta posizione del ranking di specialità. Nel singolare supera faticando Cvetana Pironkova in due ore e mezza di gioco, ma cede nei quarti di finale contro Ashleigh Barty. A fine torneo torna alla settima posizione del ranking.

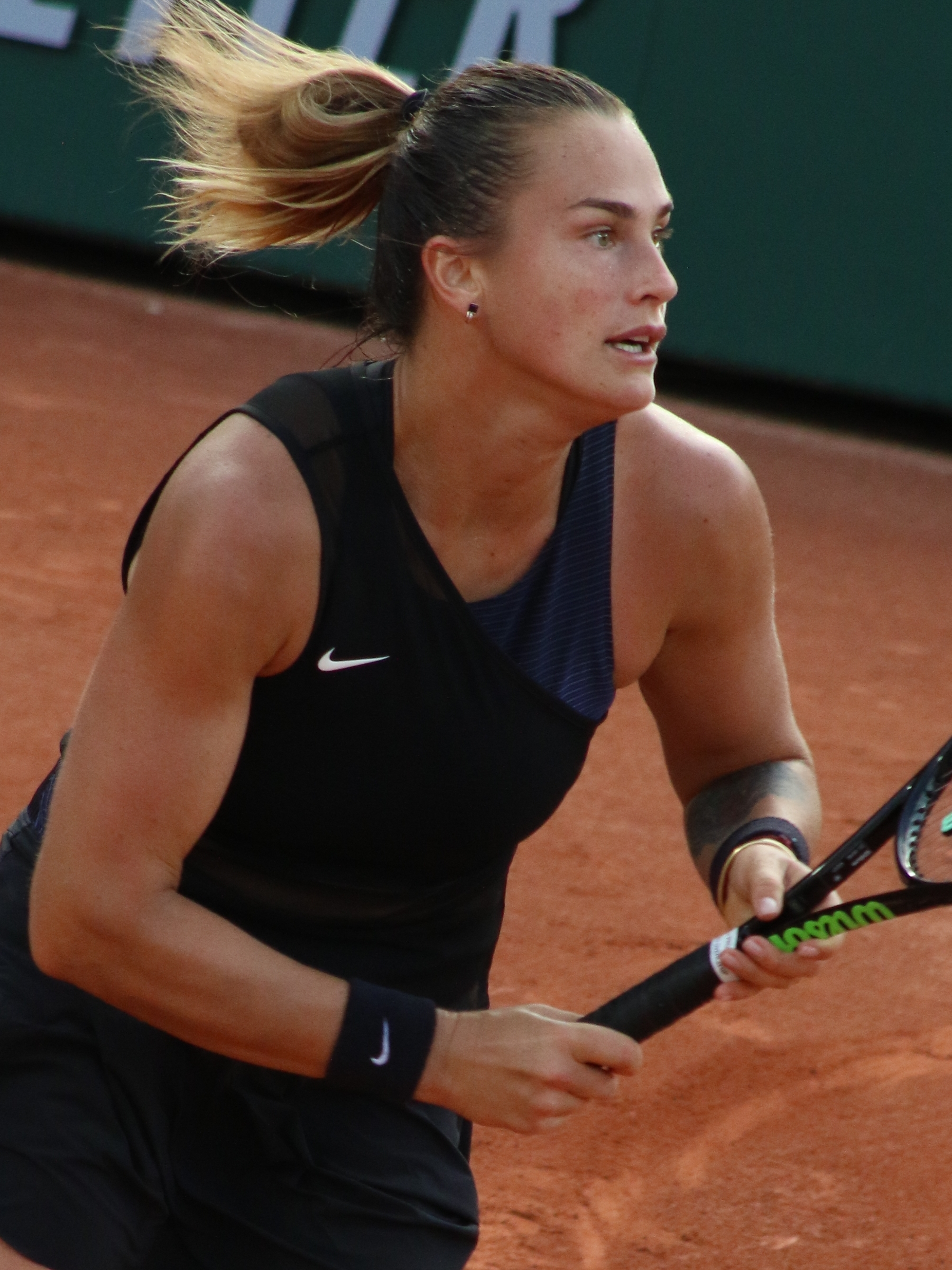
Aryna Sabalenka all'Open di Francia 2021

Inaugura la stagione sulla terra rossa con il torneo di Stoccarda. Accreditata della quinta testa di serie, si arrende solo in finale alla numero uno mondiale Barty con il punteggio di 3–6, 6–0, 6–3. Nella finale di Madrid si prende la rivincita su Barty, sconfitta con il punteggio di 6–0, 3–6, 6–4. Si tratta del primo successo in un WTA 1000, nonché decimo titolo della carriera in singolare, che le permette di arrivare al numero 4 del ranking, nuovo record personale. A Roma viene sorpresa al secondo turno da Cori Gauff. Nemmeno al Roland Garros fa meglio, poiché cede nel terzo turno contro la futura finalista Anastasija Pavljučenkova.
Apre la stagione sull'erba a Berlino, dove riesce ad aggiudicarsi il sesto titolo nel doppio in coppia con Viktoryja Azaranka. In finale le bielorusse rimontano le prime teste di serie Nicole Melichar e Demi Schuurs con il punteggio di 4–6, 7–5, [10–4]. In singolare cede all'esordio contro Madison Keys. In seguito prende parte al torneo di Eastbourne, dove è prima testa di serie: raggiunge i quarti di finale superando Bernarda Pera e Riske, ma poi viene sconfitta da Giorgi. Al torneo di Wimbledon, grazie ai ritiri di Naomi Ōsaka e Simona Halep è accreditata della seconda testa di serie. Agli ottavi s'impone su Elena Rybakina, raggiungendo i suoi primi quarti di finale slam in carriera, dove batte Ons Jabeur, accedendo anche alla sua prima semifinale in un Major. Tuttavia l'exploit viene bloccato da Karolína Plíšková che la batte in rimonta.
Partecipa ai Giochi Olimpici di Tokyo, dove gareggia in singolare come numero tre del seeding, ma viene eliminata da Donna Vekić al secondo turno. Al torneo WTA 1000 di Toronto, quale prima testa di serie arriva in semifinale dove cede a Karolína Plíšková per la seconda volta nel 2021. Viene sorpresa da Paula Badosa, che la sconfigge in rimonta, nel secondo turno di Cincinnati. Tuttavia, grazie all'uscita anticipata di Naomi Osaka dal torneo, finalista della precedente edizione, sale al secondo posto del ranking mondiale. Allo US Open, accreditata della seconda testa di serie, al quarto turno domina su Mertens, approdando al suo primo quarto di finale a New York. Nella circostanza si sbarazza della campionessa del Roland Garros Barbora Krejčíková, centrando la seconda semifinale slam consecutiva, dove trova la sorpresa del torneo Leylah Annie Fernandez che la supera.
Prima dell'inizio del torneo di Indian Wells, disputato in autunno a causa della pandemia, annuncia il proprio forfait a causa della positività al COVID-19. Torna in campo alla Kremlin Cup dove si arrende alla russa Ekaterina Aleksandrova ai quarti di finale. A novembre partecipa al suo ultimo torneo stagionale, le WTA Finals di Guadalajara: in qualità di prima testa di serie viene inserita nel gruppo Chichén Itzá assieme a Badosa, Sakkarī e Świątek. Nel primo match cede a Badosa, nel secondo batte in rimonta Świątek, giocandosi e perdendo l'ultimo posto disponibile per la qualificazione nello scontro diretto con Sakkarī. Termina la stagione al secondo posto nel ranking mondiale.

### 2022: terza semifinale Slam e finale alle Finals
Accreditata dalla seconda testa di serie, ad Adelaide scende in campo nel secondo turno contro la numero 100 del mondo, Kaja Juvan, venendo sconfitta a sorpresa in due parziali, complici anche i 18 doppi falli commessi da Sabalenka. La prestazione al servizio negativa le pregiudica anche il match di primo turno all'Adelaide International II la settimana dopo, dove viene eliminata in rimonta da Rebecca Peterson. Partecipa, chiudendo la tournée oceanica, all'Australian Open, dove è numero due del seeding. Raggiunge gli ottavi vincendo tutte le partite in tre set dopo avere perso il primo parziale, sconfiggendo al terzo turno Markéta Vondroušová, prima di essere fermata sorprendentemente al turno successivo da Kaia Kanepi. Torna in campo a Dubai, dove rimedia una battuta d'arresto al secondo turno contro Petra Kvitová. A Doha si arrende ai quarti alla futura campionessa Świątek. Non ottiene risultati confortanti a Indian Wells e Miami: in entrambi i casi esce al secondo turno. 
A Charleston da inizio alla stagione su terra: fermandosi al terzo turno contro Amanda Anisimova. A Stoccarda raggiunge la prima finale stagionale battendo, Bianca Andreescu, Anett Kontaveit e Paula Badosa. Nella circostanza viene nettamente sconfitta dalla numero uno del mondo Świątek, che le concede solo 4 giochi. Dopo il buon risultato in terra tedesca, incassa una sconfitta immediata a Madrid contro Anisimova . Ritrova fiducia sui campi del Foro Italico di Roma, torneo in cui supera in scioltezza Zhang Shuai e Jessica Pegula per poi vincere in rimonta contro Anisimova nel loro terzo incontro disputato in cinque settimane. In tal modo si spinge fino alla sua prima semifinale a livello 1000 della stagione, dove viene sconfitta ancora dalla Świątek, futura vincitrice del torneo. Prende parte all'Open di Francia fermandosi al terzo turno, sconfitta da Camila Giorgi.
In seguito alla decisione dell'ATP e della WTA di azzerare i punti vinti dai tennisti a Wimbledon 2022 come conseguenza dell'esclusione dei tennisti russi e bielorussi dagli organizzatori torneo, è costretta a disputare i tornei su erba di minore importanza per cercare di compensare la perdita di punti che non può difendere in terra britannica. Inaugura la stagione sull'erba con la finale nel 250 di 's-Hertogenbosch, dove è accreditata dalla testa di serie numero uno. Approdata in finale viene sconfitta a sorpresa da Ekaterina Aleksandrova. A Berlino viene rimontata da Veronika Kudermetova nel match d'esordio.
Ritorna in campo direttamente sul veloce nordamericano, dove ritrova la semifinale nel torneo 1000 di Cincinnati, arrendendosi in tre set alla futura vincitrice Caroline Garcia. Prosegue il periodo di forma a New York dove, in seguito a un primo turno semplice, si rende autrice di una clamorosa rimonta ai danni dell'estone Kanepi a un gioco dalla sconfitta. Nei due turni successivi supera Clara Burel e la diciannovesima testa di serie Danielle Collins. Batte Karolína Plíšková in due set, prima di essere eliminata in semifinale dalla futura campionessa Świątek. Prosegue la trasferta nordamericana in autunno prendendo parte ai nuovi tornei di San Diego e Guadalajara, rispettivamente di categoria 500 e 1000, ottenendo tuttavia una sola vittoria in California.
I risultati ottenuti in stagione sono sufficienti per qualificarsi per il secondo anno consecutivo alle WTA Finals, dove viene accreditata della 7ª testa di serie. Inserita nel gruppo Nancy Richey, supera il round robin grazie alle vittorie su Ons Jabeur e Pegula, mentre viene sconfitta nettamente da Sakkarī. In semifinale, chiamata nuovamente ad affrontare la numero uno del mondo Świątek, vendica le quattro sconfitte subìte nel corso della stagione imponendosi in tre set. Così facendo, accede alla terza finale stagionale e alla più prestigiosa della sua carriera contro Garcia in cui è la francese a prevalere. Chiude l'anno alla quinta posizione mondiale, nella prima stagione in quattro anni senza titoli vinti.

### 2023: primo Australian Open e numero uno al mondo in singolare
Inaugura la stagione nel migliore dei modi, aggiudicandosi il WTA 500 di Adelaide senza perdere neanche un set, battendo una dopo l'altra Samsonova, Vondroušová, Begu, e la giovane sorpresa Linda Nosková Si tratta dell'undicesimo titolo WTA in carriera, il primo in quasi due anni e il primo in assoluto nel cemento australiano. Il periodo di forma ottimale prosegue durante tutto l'Australian Open. anche qui accedendo alla finale senza cedere alcun set, dopo aver sconfitto fra le altre Mertens, Bencic, una ritrovata Donna Vekić e la sorpresa del torneo Magda Linette. Nella finale affronta la campionessa uscente di Wimbledon Elena Rybakina su cui prevale in rimonta dopo aver perso il primo set. In tal modo riporta in Bielorussia la vittoria di un Major a dieci anni di distanza dall'ultima volta di Azaranka e sempre sugli stessi campi. Grazie ai punti accumulati, ritorna al suo best ranking di numero due del mondo.
Subisce la prima sconfitta dell'anno a Dubai, rimontata dalla ceca Barbora Krejčíková nei quarti di finale. Viene così interrotta la striscia di tredici vittorie consecutive della bielorussa. Ad Indian Wells trova la terza finale stagionale negli ultimi quattro tornei disputati, prendendosi la rivincita su Krejčíková agli ottavi, sconfiggendo nettamente Gauff ai quarti, e Maria Sakkarī in semifinale. Per la conquista del titolo è chiamata ancora una volta a scontrarsi con Rybakina, che stavolta prevale. A Miami esce ai quarti di finale, dove si fa sorprendere dalla romena Cîrstea.
Ottiene la finale sulla terra di Stoccarda, sconfiggendo fra le altre Krejčíková e Badosa; qui, come successe nel 2022, cede alla numero uno del mondo Świątek in due parziali. Arriva in finale anche nel successivo WTA 1000 di Madrid, la quinta in stagione, nuovamente opposta sempre alla Świątek, su cui però stavolta ha la meglio, conquistando il secondo titolo madrileno. Subìta la prima sconfitta prematura della stagione a Roma nel match d'esordio contro Kenin, ritorna in campo al Roland Garros dove giunge alla sua prima semifinale Slam sulla terra, completando tale traguardo in tutti e quattro i Major. Nel suo cammino batte Stephens agli ottavi e una ritrovata Svitolina ai quarti. Nella semifinale cede a sorpresa alla ceca Karolína Muchová. La sconfitta, avvenuta in concomitanza con la vittoria di Świątek, non le permette di diventare numero uno del mondo al termine del torneo.

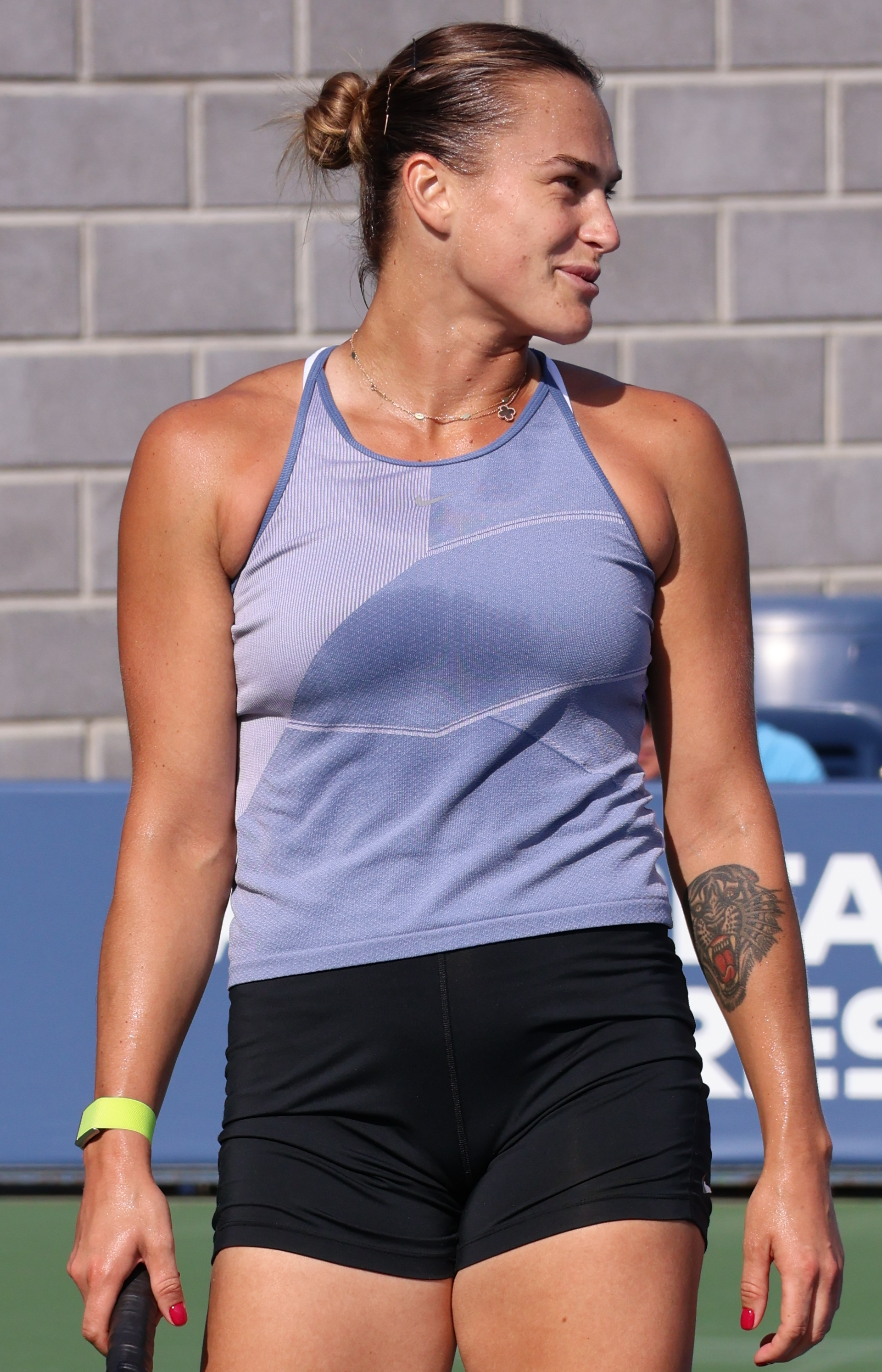
Aryna Sabalenka allo US Open 2023

Inizia la stagione sull'erba a Berlino dove viene eliminata da Veronika Kudermetova. Torna poi a giocare a Wimbledon, dove batte Keys nei quarti di finale, approdando così alla sua quarta semifinale slam consecutiva, la seconda ai Championships. Con l'uscita di scena di Świątek nei quarti, a Sabalenka sarebbe bastato accedere alla finale per salire in vetta al ranking. Fra le ultime quattro, tuttavia, viene sconfitta dalla finalista in carica Jabeur, fallendo nuovamente la possibilità di diventare numero uno del mondo.
Sul cemento americano delude le aspettative a Montréal, cedendo al terzo turno a Samsonova. Va meglio a Cincinnati, dove raggiunge la semifinale, vendicandosi nei quarti su Jabeur; qui, come successo al Roland Garros, viene battuta dalla Muchová. Prende quindi parte allo US Open, dove per diventare numero uno del mondo le sarebbe bastato eguagliare lo stesso risultato di Świątek; raggiunge agevolmente gli ottavi di finale quando, con la sconfitta subita da Świątek nel suo match di ottavi contro Ostapenko, si assicura di essere la nuova numero uno del mondo al termine dello Slam newyorkese, la 29ª dell'era Open. È la seconda tennista bielorussa a riuscirci nel singolare, dopo Azarenka nel 2012, e l'ottava nella storia ad aver raggiunto il traguardo sia in singolare che in doppio. Nei due incontri successivi, supera senza problemi Kasatkina e Qinwen Zheng, raggiungendo la quinta semifinale consecutiva in uno Slam e la terza di fila a Flushing Meadows. Nel match di semifinale supera Keys, conquistando così la sua seconda finale Major stagionale e della carriera. Nel match valevole per il titolo, viene superata in rimonta dalla padrona di casa Coco Gauff.
Torna in campo a Pechino, dove arriva fino ai quarti prima di essere sconfitta da Rybakina per la seconda volta in stagione. Chiude l'anno alle WTA Finals di Cancún: inserita nel gruppo Bacalar, esordisce con una netta vittoria su Sakkarī, a cui lascia solo un game. Nel secondo match viene battuta da Pegula; nel match decisivo supera Rybakina, riuscendo a chiudere seconda nel girone e a qualificarsi per il turno seguente. Nella semifinale, tuttavia, viene eliminata da Świątek in due set. La conseguente vittoria del Masters da parte della polacca la costringe a cedere anche il primo posto del ranking a fine stagione.
Ciononostante, a fine anno viene premiata come campionessa femminile dell'anno dalla International Tennis Federation.

### 2024: secondo Australian Open e primo US Open
Inizia la nuova stagione a Brisbane, dove raggiunge la finale, persa contro Elena Rybakina. La difesa del titolo conquistato l'anno precedente a Melbourne si svolge nel migliore dei modi, sconfiggendo Coco Gauff in semifinale, la sesta consecutiva a livello major, per raggiungere in finale, la terza di fila in uno Slam su cemento, contro Zheng Qinwen su cui s'impone in due set, aggiudicandosi così il suo secondo trofeo a livello major. Diventa la prima giocatrice a confermare il successo australiano dalla connazionale Viktoryja Azaranka nel biennio 2012-2013, e la nona a compiere questa impresa dall'inizio dell'era Open.
In seguito la bielorussa perde all'esordio a Dubai contro Donna Vekić, mentre viene sorpresa in tre set negli ottavi di Indian Wells dalla padrona di casa Emma Navarro. Il seguente torneo di Miami è segnato a pochi giorni dall'inizio dalla scomparsa del suo ex fidanzato Kanstancin Kal'coŭ avvenuta proprio nella stessa città. Ciononostante decide comunque di disputare il torneo e, dopo una vittoria agevole su Paula Badosa, viene sconfitta in tre set da Anhelina Kalinina nel terzo turno. Sulla terra, dopo un'uscita prematura a Stoccarda, prende parte al WTA 1000 di Madrid dove batte in rimonta Rybakina in semifinale, per poi perdere la finale contro Iga Świątek, al termine di oltre tre ore di gioco e non sfruttando match point a proprio favore. Anche a Roma coglie la finale, superando in rimonta Elina Svitolina agli ottavi e la numero 10 del mondo Jeļena Ostapenko nei quarti, e Danielle Collins in semifinale. Nella quarta finale del 2024, si arrende nuovamente a Świątek. Prende poi parte al Roland Garros, dove raggiunge i quarti di finale senza cedere un set nel suo percorso. Tra le ultime otto, viene sconfitta a sorpresa dalla diciassettenne Mirra Andreeva in tre parziali.

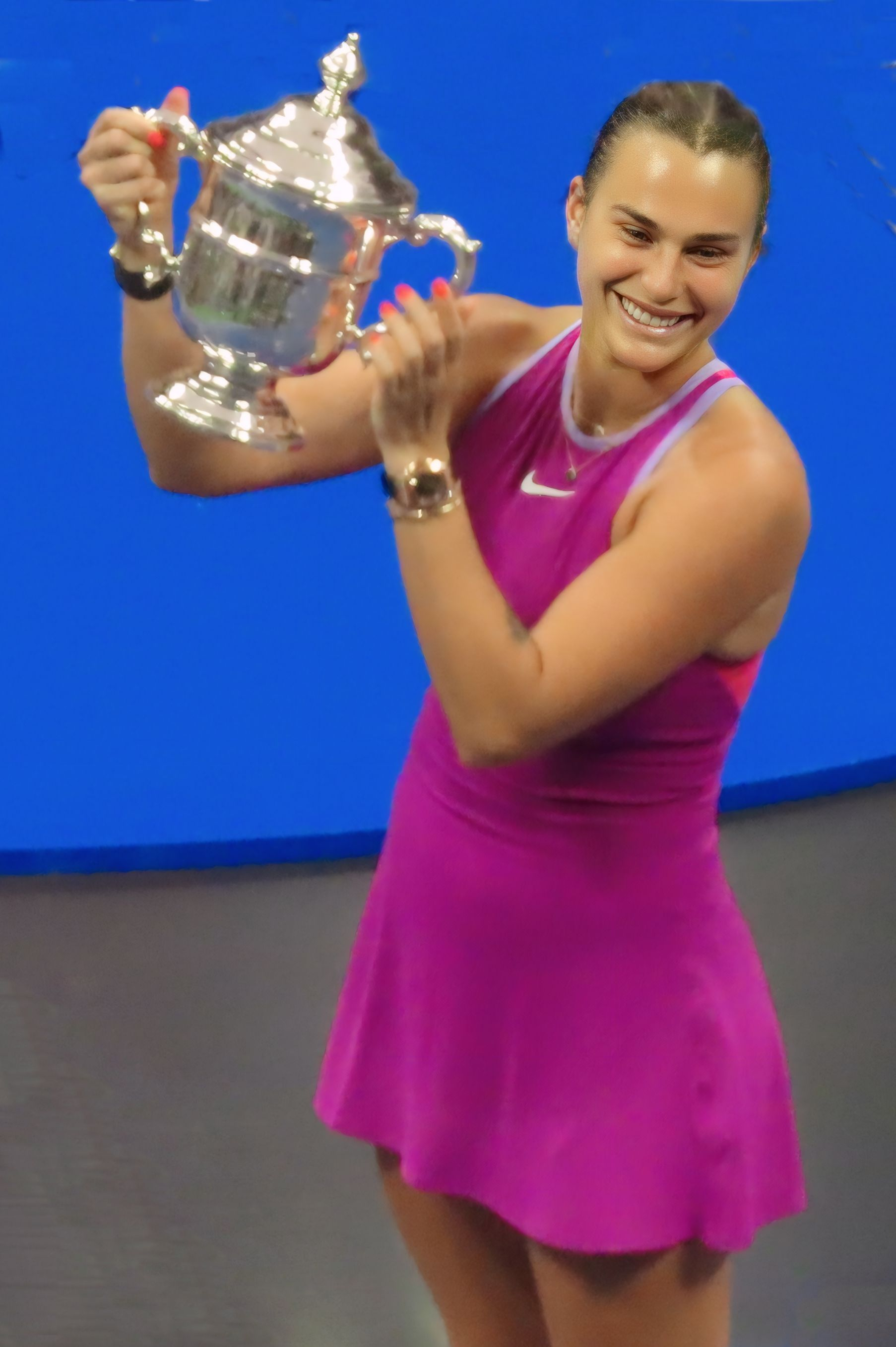
Aryna Sabalenka posa con il trofeo vinto allo US Open 2024

Inaugura la stagione sull'erba a Berlino, dove estromette facilmente Dar'ja Kasatkina, per poi ritirarsi nei quarti di finale contro Anna Kalinskaja a causa di un dolore alla spalla. Fiduciosa nel recupero dall'infortunio, vola a Londra per il terzo Slam stagionale, ma, poco prima del match del primo turno contro Emina Bektas, annuncia il ritiro per poi saltare anche l'appuntamento con le olimpiadi di Parigi. Dopo una semifinale a Washington e un quarto a Toronto, torna in campo nel WTA 1000 di Cincinnati, dove ritrova il suo tennis migliore eliminando Elisabetta Cocciaretto, Elina Svitolina, Ljudmila Samsonova e cogliendo la vittoria contro la numero uno del mondo Iga Świątek al decimo match point. In finale prevale su Jessica Pegula per 6–3, 7–5, vincendo il torneo senza perdere un set, ritornando così al secondo posto in classifica. La striscia di successi prosegue nell'US Open, dove Sabalenka supera di nuovo Pegula in finale con un doppio 7–5. Nel corso del torneo ha giocato l'incontro del terzo turno contro Ekaterina Aleksandrova, che ha segnato il record per la partita iniziata più tardi, alle 00:08, della storia dello Slam newyorchese. Durante il corso del torneo, inoltre, raggiunge la quota punti necessaria per qualificarsi alle WTA Finals 2024.
Tra fine settembre e inizio ottobre disputa l'ultima trasferta stagionale, quella asiatica. Al China Open cede ai quarti di finale a Karolína Muchová, che batte Sabalenka in tre set esattamente come nei due precedenti disputati, mentre il ritorno in calendario del Wuhan Open la vede prendere parte in qualità di bi-campionessa in carica delle ultime due edizioni disputate, nel 2018 e nel 2019. Ancora una volta, la bielorussa si conferma vincitrice del torneo cinese: nella sua corsa al titolo supera le top ten Coco Gauff in semifinale e Zheng Qinwen in finale, cedendo in entrambi i casi un set. Così facendo, diventa la prima tennista ad aggiudicarsi per tre volte il torneo di Wuhan, che diventa il suo diciassettesimo titolo in carriera e quarto in stagione. La settimana seguente, spodesta Świątek e ritorna al primo posto della classifica mondiale a un anno dall'ultima volta.
Fermata da Gauff in semifinale alle WTA Finals, si assicura comunque di chiudere per la prima volta una stagione da numero uno del mondo. I successi ottenuti nel corso dell'anno le permettono di essere premiata come giocatrice dell'anno nell'ambito dei WTA Awards.

### 2025: finali all'Australian Open e al Roland Garros
Inaugura la stagione aggiudicandosi il torneo di Brisbane, cedendo un unico set alla russa Polina Kudermetova nell'atto finale, match poi vinto dalla Sabalenka in rimonta (4–6, 6–3, 6–2). Successivamente, prende parte all'Australian Open, dove è bi-campionessa in carica. La bielorussa torna in finale per il terzo anno di fila, cedendo il suo unico set del torneo nei quarti ad Anastasija Pavljučenkova. Sabalenka è la prima a raggiungere tre finali consecutive all'Australian Open da Serena Williams nel triennio 2015-2017. Nel match valevole per il titolo, viene sconfitta contro pronostico da Madison Keys, con il punteggio di 3–6, 6–2, 5–7.
Ad Indian Wells si spinge fino alla finale, sconfitta da Mirra Andreeva. Si aggiudica il successivo torneo di Miami senza perdere neanche un set e battendo consecutivamente tre top ten: Zheng Qinwen, Jasmine Paolini, e Jessica Pegula in finale. Il periodo di forma prosegue lungo la transizione alla terra battuta: dopo aver disputato la quarta finale in carriera a Stoccarda, persa contro Jeļena Ostapenko, trionfa per la terza volta a Madrid, suo secondo WTA 1000 stagionale e nono in carriera, cedendo unicamente un set a Elise Mertens al secondo turno. In finale s'impone su Coco Gauff, unica top ten affrontata in Spagna, per 6–3, 7–6(3). A Roma viene invece fermata ai quarti di finale dalla Zheng. Successivamente, centra la sua prima finale Slam sul rosso di Parigi cedendo un unico set in semifinale vinta in tre set contro la campionessa in carica del torneo Iga Świątek. In finale trova, come a Madrid, Coco Gauff, che questa volta riesce a vincere in tre set con il punteggio di 6(5)–7, 6–2, 6–4. Si tratta della seconda finale Slam consecutiva persa da Sabalenka e della seconda persa contro Gauff.

## Stile di gioco

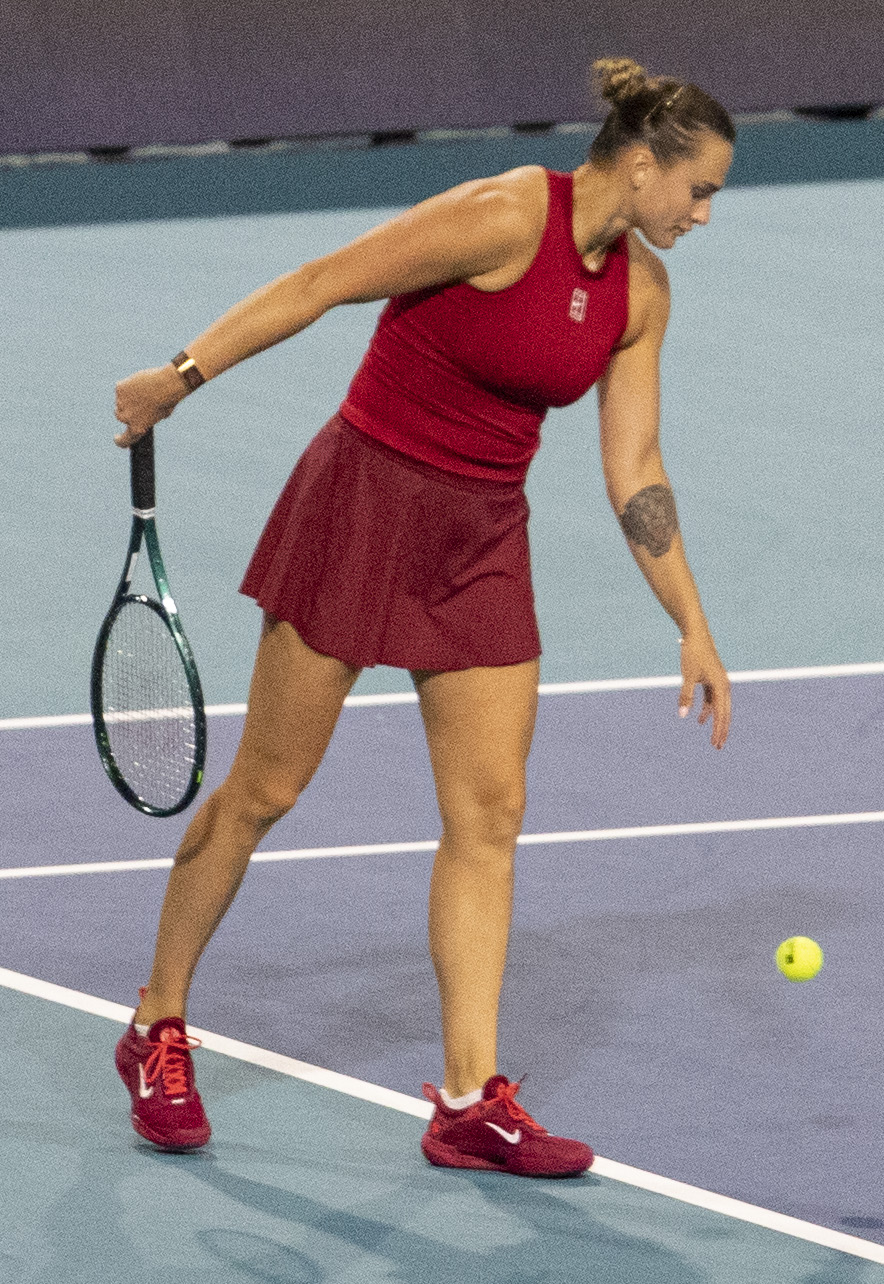
Sabalenka prepara il servizio a Miami nel 2025

Sabalenka è una giocatrice assai aggressiva, che cerca costantemente il punto con scambi brevi ed incisivi. Nonostante l'altezza, non sfigura nelle fasi di contenimento e di copertura del campo. Da ottima giocatrice di doppio ha un buon controllo dei colpi al volo. Dispone di una delle battute tra le più potenti del circuito; tuttavia, nel corso della sua carriera ha accusato a più riprese problemi con la seconda di servizio, portandola a commettere un numero alto di doppi falli, il che costituisce il punto debole del gioco della bielorussa, seppur decisamente mitigato a seguito di un lavoro mirato nella seconda metà del 2022. Sabalenka negli anni ha ampliato il proprio bagaglio tecnico-tattico, togliendosi di dosso l'etichetta di fondocampista. L'uso dello slice difensivo è diventato sempre più frequente ed efficace, così come l'utilizzo di soluzioni sulla verticale come dropshot e chiusure a rete, che le sono valse lo status di giocatrice a tutto campo.

## Statistiche

### Singolare

#### Finali del Grande Slam

##### Vinte (3)
| Anno | Torneo                         | Superficie | Avversaria in finale | Punteggio     |
| 2023 | Australian Open, Melbourne     | Cemento    | Elena Rybakina       | 4–6, 6–3, 6–4 |
| 2024 | Australian Open, Melbourne (2) | Cemento    | Zheng Qinwen         | 6–3, 6–2      |
| 2024 | US Open, New York              | Cemento    | Jessica Pegula       | 7–5, 7–5      |

##### Perse (3)
| Anno | Torneo                     | Superficie  | Avversaria in finale | Punteggio        |
| 2023 | US Open, New York          | Cemento     | Coco Gauff           | 6–2, 3–6, 2–6    |
| 2025 | Australian Open, Melbourne | Cemento     | Madison Keys         | 3–6, 6–2, 5–7    |
| 2025 | Open di Francia, Parigi    | Terra rossa | Coco Gauff           | 7–6(5), 2–6, 4–6 |

### Doppio

#### Finali del Grande Slam

##### Vinte (2)
| Anno | Torneo                     | Superficie | Compagna      | Avversarie in finale                  | Punteggio |
| 2019 | US Open, New York          | Cemento    | Elise Mertens | Viktoryja Azaranka Ashleigh Barty     | 7–5, 7–5  |
| 2021 | Australian Open, Melbourne | Cemento    | Elise Mertens | Barbora Krejčíková Kateřina Siniaková | 6–2, 6–3  |

### Risultati in progressione nei tornei dello Slam
| Sigla | Risultato               |
| ----- | ----------------------- |
| V     | Vincitore               |
| F     | Finalista               |
| SF    | Semifinalista           |
| O     | Oro olimpico            |
| A     | Argento olimpico        |
| SF    | Bronzo olimpico         |
| QF    | Quarti di Finale        |
| 4T    | Quarto turno            |
| 3T    | Terzo turno             |
| 2T    | Secondo turno           |
| 1T    | Primo turno             |
| RR    | Round Robin             |
| LQ    | Turno di qualificazione |
| A     | Assente                 |
| ND    | Non disputato           |

| Legenda superfici    |
| -------------------- |
| Cemento              |
| Terra battuta        |
| Erba                 |
| Superficie variabile |

 Statistiche aggiornate a fine Madrid Open 2025.

#### Singolare
| Tornei del Grande Slam |      |      |       |       |       |       |       |       |       |      |             |             |
| Australian Open        | A    | Q2   | 1T    | 3T    | 1T    | 4T    | 4T    | V     | V     | F    | 2 / 8       | 28–6        |
| Open di Francia        | A    | Q1   | 1T    | 2T    | 3T    | 3T    | 3T    | SF    | QF    | F    | 0 / 8       | 22–8        |
| Wimbledon              | A    | 2T   | 1T    | 1T    | N.D.  | SF    | A     | SF    | A     | SF   | 0 / 6       | 15–6        |
| US Open                | Q2   | Q1   | 4T    | 2T    | 2T    | SF    | SF    | F     | V     |      | 1 / 7       | 28–6        |
| Vittorie–Sconfitte     | 0–0  | 1–1  | 3–4   | 4–4   | 3–3   | 15–4  | 10–3  | 23–3  | 18–1  | 11–2 | 3 / 28      | 88–25       |
| Carriera               |      |      |       |       |       |       |       |       |       |      |             |             |
| Titoli–Finali          | 0–0  | 0–1  | 2–4   | 3–4   | 3–3   | 2–3   | 0–3   | 3–6   | 4–7   | 3–6  | 20–37       | 20–37       |
| Totale V–S             | 0–0  | 12–8 | 46–22 | 39–22 | 29–10 | 45–18 | 33–22 | 56–14 | 56–14 | 36–6 | 352–136     | 352–136     |
| Vittorie %             | N.D. | 60%  | 68%   | 64%   | 74%   | 71%   | 60%   | 80%   | 80%   | 86%  | 72%         | 72%         |
| Ranking di fine anno   | 159  | 78   | 11    | 11    | 10    | 2     | 5     | 2     | 1     |      | $34.499.838 | $34.499.838 |

#### Doppio
| Torneo                 | 2016    | 2017    | 2018    | 2019  | 2020 | 2021    | 2022    | 2023    | 2024    | Titoli          | V–S             |
| ---------------------- | ------- | ------- | ------- | ----- | ---- | ------- | ------- | ------- | ------- | --------------- | --------------- |
| Tornei del Grande Slam |         |         |         |       |      |         |         |         |         |                 |                 |
| Australian Open        | Assente | Assente | 1T      | 3T    | QF   | V       | Assente | Assente | Assente | 1 / 4           | 11–3            |
| Open di Francia        | Assente | Assente | Assente | SF    | 2T   | Assente | Assente | Assente | Assente | 0 / 2           | 5–2             |
| Wimbledon              | Assente | Assente | 2T      | QF    | ND   | A       | A       | Assente | Assente | 0 / 2           | 4–2             |
| US Open                | Assente | Assente | 3T      | V     | QF   | Assente | Assente | Assente | Assente | 1 / 3           | 10–3            |
| Vittorie–Sconfitte     | 0–0     | 0–0     | 3–3     | 15–3  | 6–3  | 6–0     | 0–0     | 0–0     | 0–0     | 2 / 11          | 30–9            |
| Carriera               |         |         |         |       |      |         |         |         |         |                 |                 |
| Titoli–Finali          | 0–0     | 0–0     | 0–1     | 3–4   | 1–1  | 2–2     | 0–0     | 0–0     | 0–0     | 6–8             | 6–8             |
| Totale V–S             | 0–1     | 2–4     | 14–16   | 30–12 | 15–6 | 10–3    | 2–3     | 3–1     | 0–0     | 90–67           | 90–67           |
| Vittorie %             | 0%      | 33%     | 47%     | 71%   | 71%  | 77%     | 40%     | 75%     |         | 57%             | 57%             |
| Ranking di fine anno   | 917     | 444     | 61      | 5     | 5    | 28      | 319     | 409     |         | Best rank. nº 1 | Best rank. nº 1 |

Note
1. 1 2  Gli atleti russi e bielorussi, a causa dell'inasprimento della crisi russo-ucraina, sono stati esclusi dal torneo di Wimbledon sia dall'ATP che dalla WTA.